# Enosis Neon Trust
Maillots
Le Enosis Neon Trust (en grec moderne : Ένωσις Νέων Τραστ) est un ancien club chypriote de football fondé en 1924 et disparu en 1938, et basé à Nicosie, la capitale du pays.

## Palmarès
| Compétitions nationales |
| --- |
| - Championnat de Chypre (1) : - Champion : 1934-35. - Vice-champion : 1935-36, 1936-37 et 1937-38. - Coupe de Chypre (3) : - Vainqueur 1934-35, 1935-36, 1937-38. - Finaliste : 1936-37. |